# GaGa (band)
GaGa was een Utrechtse groep die midden jaren tachtig Afrikaanse ritmes met de Nederlandse taal combineerde. In 1984 won de band de Grote Prijs van Nederland. De cd/lp uit 1985 die naast de naam GaGa geen verdere titel had, werd door Henny Vrienten geproduceerd.  Hij werd stevig gepromoot door onder meer Frits Spits in het toen zeer populaire radioprogramma De Avondspits.
Maar het grote succes bleef uit waardoor de groep na een paar jaar weer uit elkaar ging. 
Bandleden Silvano Matadin en René van Barneveld bleven samenspelen en stonden in 1987 aan de basis van een nieuwe band: Urban Dance Squad.  
Leden van de groep:
- Silvano Matadin: bas
- Barbara de Klein: saxofoon en zang
- Floris Nielen: zang
- Leander Lammertink: drums
- René van Barneveld: gitaar en zang
- Carlo Ulrich: percussie